# Franck Annese
Ne pas confondre avec Frank Annese, acteur américain.
Franck Annese est un journaliste, entrepreneur et patron de presse français né en 1977. Il a notamment lancé les magazines So Foot, So Film et Society, ainsi que plusieurs autres titres de presse.

## Enfance et études
Né en 1977 à Bourges, son père travaille à l'émetteur TDF de Neuvy-Deux-Clochers pour la télé et sa mère est coiffeuse. Franck Annese supporte le FC Nantes. Par la suite, il déménage à Paris pour effectuer ses études à l'École supérieure des sciences économiques et commerciales (ESSEC), école dont il est diplômé en 2000. Moins à l'aise financièrement que ses camarades de promotion, il traîne au McDonald's de Cergy-Pontoise et finance ses études par un contrat en alternance chez Ernst & Young. 

## Carrière

### Patron de presse
Il arrive à l'ESSEC en 1997, et crée en 1998 l'association musicale de l'école, le Shamrock et participe à la création d'une radio associative, Rêve FM . En 1999, il lance le magazine culturel Sofa. Il travaille ensuite pour un cabinet d'audit, puis pour l'émission de télévision Culture Pub, qu'il quitte en 2003. La même année, il lance, avec Guillaume Bonamy et Sylvain Hervé, So Foot, magazine mensuel traitant du football sur un ton décalé. En 2006, il arrête Sofa, le magazine n'étant pas rentable. Il crée Doolittle, magazine sur l'enfance, en 2010, Pédale !, magazine consacré au cyclisme, en 2011, puis So Film, magazine consacré au cinéma, en 2012. Il quitte le poste de rédacteur en chef de So Foot après la Coupe du monde de football 2014 (en restant tout de même directeur de publication) afin de se consacrer à un nouveau titre de magazine sociétal, le quinzomadaire Society, dont le premier numéro sort en mars 2015. Début septembre 2015, il lance Tampon !, un magazine consacré au rugby puis en septembre 2016 le magazine The Running Heroes Society sur le running. Ces titres sont tous publiés par la maison mère So Press. En 2016, il gagne le trophée de l'entrepreneur de presse de la décennie aux trophées de l'innovation presse. En 2021, il lance le magazine Big Bang consacré au futur,. 

### Autres activités
Franck Annese, en plus de son activité de patron de presse, écrit des textes pour le présentateur de la cérémonie des César du cinéma Antoine de Caunes ainsi que des sketchs pour Thomas N'Gijol. En 2013, il est sollicité par Canal+ et devient auteur pour Le Grand journal.
Il a également créé un label musical, Vietnam. Le groupe d'Annese s'est diversifié à travers la création de plusieurs structures complémentaires au groupes de presse. La maison d'édition So Lonely édite des livres (principalement issus des publications magazines du groupe, que ce soit So Foot ou society). Le groupe réalisé aussi des publicités via ses structures Sovage (créée en 2017) et Allso, qui ont aussi pu s'aventurer dans la production cinématographique,. 
Fin janvier 2025, il annonce le lancement pour le 6 mars 2025 de Society +, une plateforme avec 200 documentaires disponibles et une vingtaine de films diffusés par an,,,.

### Style et management
Il est notamment comparé par Libération à Jean-François Bizot, ancien patron de Actuel et Radio Nova, « dans le genre décalé, gars qui brûle sa vie parce qu’il a plein de trucs à faire et pas de temps à perdre », en raison des nombreux thèmes abordés dans ses magazines. Il est l'un des rares, alors que la presse écrite a tendance à ne plus être rentable, à croire encore en ce média ; chaque numéro de So Foot comme de Society par exemple, est vendu en moyenne à 50 000 exemplaires.
Franck Annese imprime à ses magazines son propre style, organisé selon lui-même autour de la « loi des trois "h" : humour, histoire, humain ».

### Conflit entre SoPress et les médias Bolloré
En 2021, le magazine Society révélait que depuis le rachat par Bolloré de Prisma Media, qui englobe entre autres Capital, Voici, Géo et d'autres titres, les rédactions filiales du groupe Bolloré seraient concernées par un management brutal, et d'autres problématiques majeures additionnelles. En réaction, la direction de Capital,  titre de Prisma Media appartenant au groupe Bolloré, n'ayant pas pu répondre dans les temps et peu satisfaite d'un simple droit de réponse, sort une enquête sur les habitudes de Franck Annese : pigistes peu payés, management brutal, excès de colère, rémunération conséquente (10 000 euros par mois). Cependant, moins de 24 heures après, la rédaction de Capital annonce se désolidariser de cette enquête, publiée à la demande de la direction, et non de la rédaction. En complément, Capital publie le droit de réponse de Franck Annese, précisant ou démentant les différentes informations de l'enquête de Capital à son sujet.